# Carlos Benito Figueredo
Carlos Benito Figueredo (San Carlos, Venezuela, 20 de abril de 1857 - Caracas, Venezuela, 1935) fue un periodista, político y diplomático venezolano. Creó varios periódicos en el territorio venezolano y ejerció varios cargos diplomáticos en el extranjero haciendo uso de estos para mantener informados a varios presidentes de Venezuela acerca de conspiraciones y del movimiento de los exiliados.

## Vida
Hijo del general Benito María Figueredo y de Filomena Figueredo. Sus primeros estudios los realizó en la ciudad de San Carlos y al graduarse de bachiller se dirigió a Caracas para estudiar la carrera de derecho en la Universidad Central de Venezuela. Dos años después de haber iniciado su carrera se retira para ejercer como secretario del cónsul de Venezuela en Trinidad y Tobago.
En 1882, Figueredo regresa a Venezuela para dedicarse al periodismo, fue colaborador del diario La Opinión Nacional y fundada en 1885, El Granuja, ambos fueron periódicos caraqueños. En este último periódico escribió varias crónicas bajo el pseudónimo de Pepe Fatigas. Años después fue nombrado como secretario del Consulado General de Venezuela en España, cargo que aprovechó para recabar información acerca del problema limítrofe de aquel entonces entre Venezuela y la Guayana Británica. Esta información se la envió al ministro plenipotenciario de Venezuela, el general Antonio Guzmán Blanco.
Después de dejar el consulado en España en 1889 viaja a Nueva York y al año siguiente vuelve a Venezuela, residenciándose en Barcelona (Estado Anzoátegui) donde ejerce como secretario del estado, el general Domingo Monagas Marrero. Allí también funda el periódico El Resumen
En 1897 fue designado por el presidente Joaquín Crespo como comisario general del territorio federal de Delta Amacuro; sin embargo, renuncia al poco tiempo a este cargo y regresa a la capital para seguir con su labor periodística. Al año siguiente su periódico sería clausurado por el presidente Ignacio Andrade por considerar que fomentaba la revolución.
En el gobierno de Cipriano Castro, Figuereda se encargaría de la Agencia Comercial de Venezuela en Curazao y por un breve período de tiempo, también se encargó en Trinidad. Es en este cargo que vigilaría las gestiones y flujo de los exiliados venezolanos, informando de cada detalle y de las reuniones realizadas en la isla al presidente Castro, de esta forma lo alerta y prepara para la posterior Revolución Libertadora de 1901. Como mérito por estas acciones, Castro lo nombró cónsul de Venezuela en Curazao en 1903 y en Nueva York de 1904 a 1907. En este último cargo siguió cumpliendo las mismas acciones de vigilancia.
En 1907, publica su libro Presidenciales donde relata sus relaciones personales y políticas que tuvo con varios presidentes venezolanos. En los próximos años se dedica de nuevo al periodismo colaborando con los periódicos El Universal y El Nuevo Diario.
En 1918 es nombrado nuevamente como cónsul en Nueva York y posteriormente en Madrid. En ambas oportunidades volvería a actuar como espía, esta vez para el gobierno del presidente Juan Vicente Gómez. En el año de 1929 deja la diplomacia para dedicarse a periodista del diario caraqueño La Esfera.